# 에린 헤이스
에린 헤이스(Erinn Hayes, 1990년 7월 2일 ~ )는 미국의 배우이다.